# Soccorritore militare

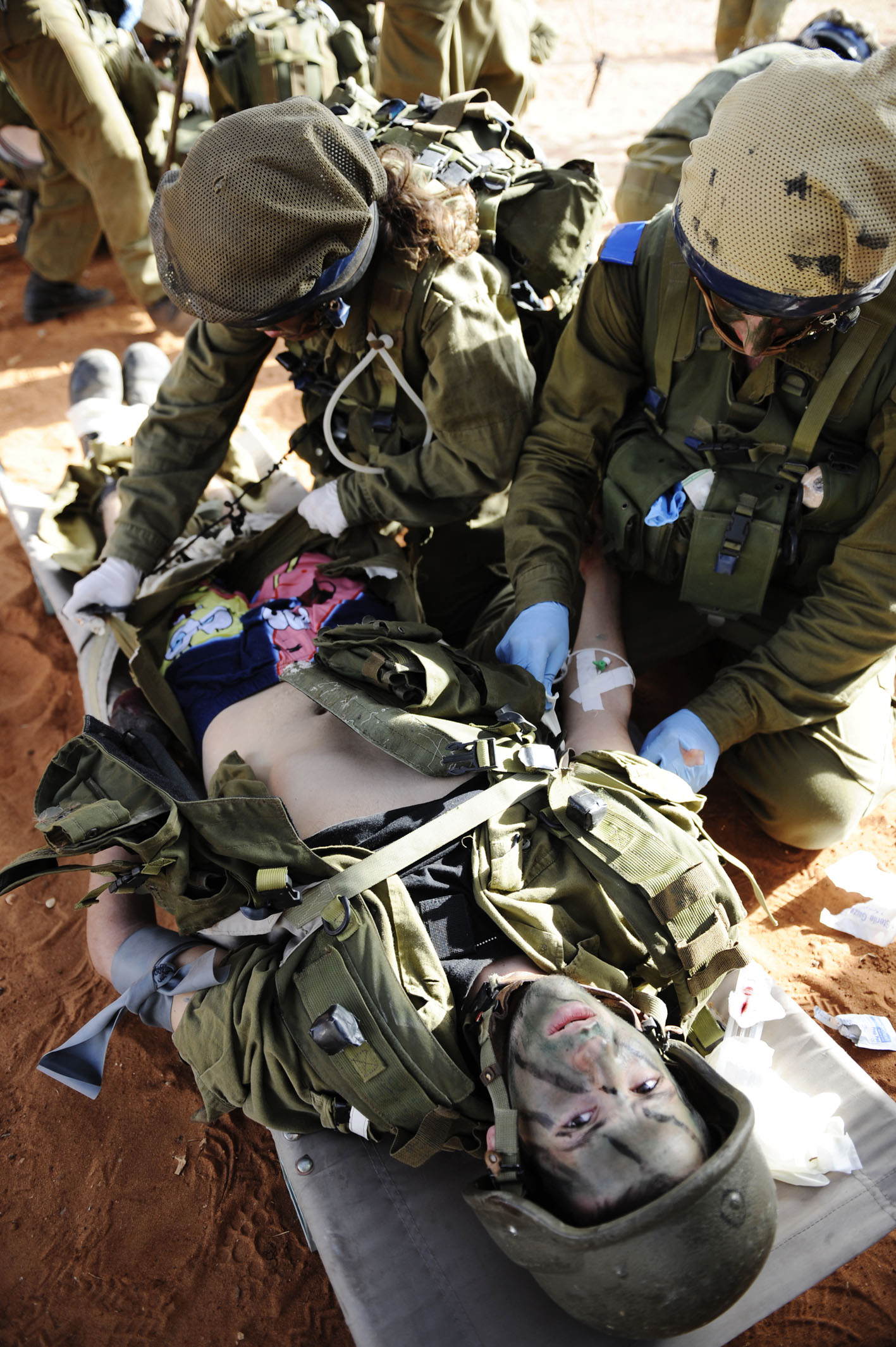
Combat medics israeliani durante un'esercitazione

Un soccorritore militare (in inglese Combat medics) identifica il personale militare con un addestramento sanitario di base, responsabile per il pronto soccorso e l'assistenza sul fronte, e dei traumi in un campo di battaglia.
Essi sono anche responsabili della fornitura continua di assistenza medica in assenza di infermiere militare o di ufficiale medico prontamente disponibile, comprese le cure per le malattie e gli infortuni in battaglia. Si tratta di un militare specificatamente addestrato nel pronto soccorso.
I combat medics sono normalmente assegnati a truppe da combattimento, per muoversi facilmente con le truppe stesse e monitorarne contemporaneamente la salute. In alcune forze armate fanno parte della Sanità militare (infermiere da campo), in altre restano appartenenti ai singoli corpi. 

## Nel Mondo

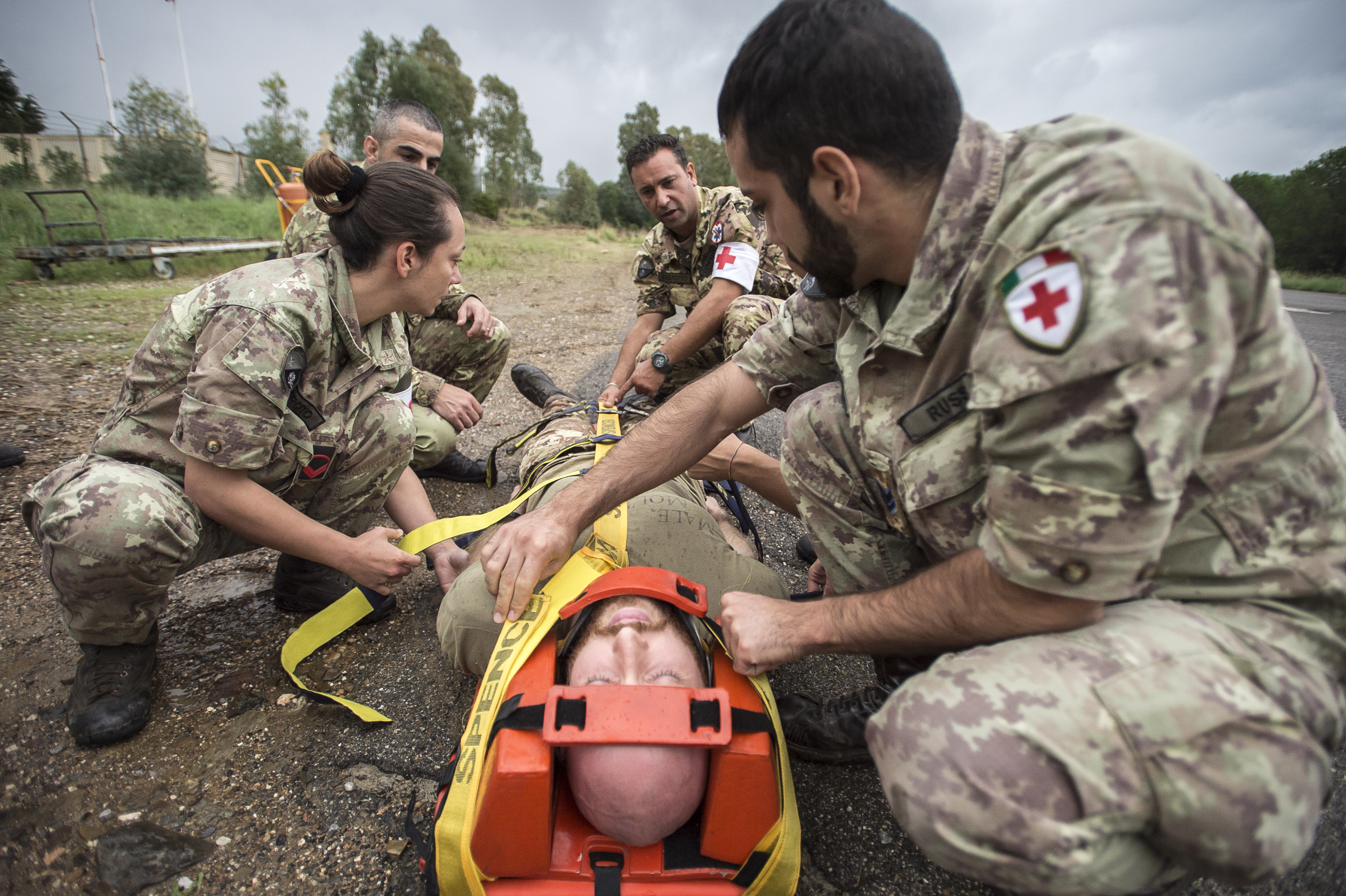
Soccorritori militari dell'Esercito italiano

### Italia
Nelle Forze armate italiane, è stata istituita una "nuova figura professionale denominata soccorritore militare, capace di interventi sanitari che prevedano l'attuazione di manovre salvavita". Un decreto legislativo del dicembre 2008 disciplina giuridicamente questa figura e le relative possibilità di intervento. la qualifica NATO di Combat medic è denominata "soccorritore militare".
Se prioritariamente usa come mezzo di soccorso l'elicottero, è denominato aerosoccorritore.
Anche gli appartenenti alle forze speciali, una volta divenuti operatori per le Operazioni speciali conseguendo il relativo brevetto di incursori, Acquisitori obiettivi o Ranger, possono conseguire la qualifica di Soccorritore Militare presso un ente formativo italiano, oppure conseguire la qualifica di Combat Medic presso Istituti di formazione stranieri (ISTC di Pfullendorf).
Gli enti militari italiani preposti alla certificazione dei soccorritori militari e all'abilitazione del personale sanitario in medicina da combattimento sono: L'Istituto di Perfezionamento e Addestramento in Medicina Aeronautica e Spaziale di Roma (Aeronautica Militare), il battaglione "Caorle" della Brigata marina San Marco e la Scuola militare di sanità e veterinaria di Roma.

Distintivo da braccio per "Soccorritore militare"

#### Formazione
Il corso è effettuato secondo i protocolli Combat Life Support, che forniscono le tecniche di primo soccorso nell'ottica di intervento sul ferito il più precocemente possibile, almeno quando la situazione tattica lo permette, per evitare il peggioramento delle sue condizioni in attesa dell'intervento di personale sanitario più qualificato. Si tiene alla Scuola militare di sanità e veterinaria di Roma, per tre/quattro settimane e garantisce, tra l'altro, una sorta di veste legale per operare nell'ambito del primo soccorso, anche se con significative limitazioni. Per essere ammessi occorre aver già superato il corso Basic Life Support. I corsi possono anche essere organizzati direttamente presso i reparti.
Tale formazione, rivolta a tutto il personale, viene successivamente approfondita per gli elementi destinati a funzioni di "Combat Medic di distaccamento". 
In questo caso si può frequentare lo "Special Operations Combat Medics (SOCM)”, svolto presso l'ISTC di Pfullendorf e che insegna le procedure fondamentali di pronto soccorso, come fermare le emorragie e garantire una corretta terapia infusionale ed anti shock, e soprattutto il prestigioso corso “18D – Special Operations Combat Medic” dei Berretti verdi americani. Della durata complessiva di circa un anno, quest'ultimo è tenuto presso il JFKSWTSC di Fort Bragg ed è dedicato esclusivamente alle Forze speciali.

#### Attività
Secondo quanto previsto dall'articolo 4 della legge n.12 del 2009 i Soccorritori militari sono autorizzati a:
- identificare le priorità di intervento in caso di più feriti e applicare le comuni tecniche di Basic Life Support and Defibrillation(BLS-D), per il sostegno dei parametri vitali del ferito;
- praticare emostasi per compressione, applicare lacci emostatici e presidi sanitari a pronta azione emostatica;
- somministrare fluidoterapia con cristalloidi, mediante opportuno accesso venoso;
- stabilizzare fratture ed appropriato utilizzo della tavola spinale nei traumi della colonna vertebrale;
- somministrare antidolorifici tipo Tramadolo per via sublinguale, antinfiammatori non steroidei per via intramuscolare;
- somministrare antibiotici per via intramuscolare, nei casi in cui l'arrivo dei soccorsi sanitari risulti ritardato e il ferito sia a rischio di complicazioni infettive.

### Stati Uniti d'America

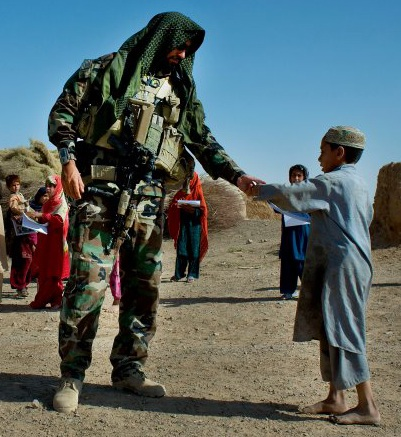
Un Combat Medic delle forze speciali Usa in Afghanistan

Nelle forze armate statunitensi devono aver conseguito il livello EMT-Basic (corso di 16 settimane nell'United States Army). Dal 2005 infatti, il Dipartimento della Difesa statunitense ha spostato la formazione paramedica per tutti i rami delle forze armate a Fort Sam Houston nella base di San Antonio. Nei Berretti verdi un ulteriore corso di medicina tattica che richiede circa un anno di formazione con una prima fase di 24 settimane, denominata Special Operations Combat Medic, fa ottenere la qualifica di Sergeant Medic.

### Nato
Le forze NATO organizzano diversi corsi di specializzazione per la qualifica di Combat medic:
- NATO Tactical Medical Course.
- NATO Special Operations Combat Medic Course: qualifica per il personale delle Forze Speciali in grado di garantire un adeguato supporto sanitario nei moderni scenari di impiego dove si deve operare in situazioni di grande isolamento.